# 헤르베르트 칼손
크누트 헤르베르트 "무렌" 칼손(스웨덴어: Knut Herbert "Murren" Karlsson; 1896년 9월 8일, 베스트라 예텔란드 주 예테보리 ~ 1952년 10월 21일, 베스트라 예텔란드 주 예테보리)은 헤르베르트 칼손(스웨덴어: Herbert Carlsson)으로 알려진 예테보리 출신 스웨덴의 전 축구 내측 공격수이다. 그는 스웨덴과 미국 무대에서 모두 프로 선수로 활약했다. 그는 스웨덴 국가대표팀 경기에도 20번 출전해 19골을 기록하기도 했다.

## 클럽 경력
인근 세 구단에서 축구를 시작한 그는 1917년에 예테보리에 입단해, 1년 뒤에 리그 정상에 올랐다. 그는 구단의 첫 거성으로 거듭났다. 1922년, 그는 미국으로 이민하여 뉴욕 주립 리그의 뉴욕 바이킹스에서 뛰었다. 1924년, 그는 아메리칸 사커 리그의 인디애나 플루어링에 입단했다. 1927년, 그는 스칸디나비아 순회에서 바이킹스 일원으로 참가했다. 그가 미국으로 복귀한 후, 소속 구단은 찰스 스토넘에 매각되어 뉴욕 내셔널스로 개칭되었다. 1930년, 스토넘은 구단명을 다시 뉴욕 자이언츠로 개명했다. 칼손은 1931년 가을 시즌이 끝난 후 자이언츠를 떠났고, 아메리칸 사커 리그와 고별했다. 그는 1936년에 스웨덴에 귀국해 1952년에 예테보리에서 영면에 들었다.

## 국가대표팀 경력
칼손은 20번의 스웨덴 국가대표팀 경기에 20번 출전해 19번 골망을 흔들었다. 1920년, 그는 1920년 하계 올림픽에 스웨덴 선수단 일원으로 참가했다. 그는 이 대회에서 9골을 기록해 대회 최다 득점자로 이름을 남겼다.

## 경력 통계

### 클럽
| 구단              | 시즌      | 리그            | 리그 | 리그 | 컵   | 컵 | 합계 | 합계 |
| 구단              | 시즌      | 리그명          | 출장 | 골   | 출장 | 골 | 출장 | 골   |
| ----------------- | --------- | --------------- | ---- | ---- | ---- | -- | ---- | ---- |
| 예테보리          | 1917      | 트리아녤세리엔  | 0    | 0    | 4    | 2  | 4    | 2    |
| 예테보리          | 1918      | 프뤼칸트세리엔  | 5    | 4    | 3    | 4  | 8    | 8    |
| 예테보리          | 1919      | 프뤼칸트세리엔  | 5    | 4    | 1    | 0  | 6    | 4    |
| 예테보리          | 1920-21   | 스벤스카 세리엔 | 12   | 19   | 8    | 6  | 20   | 25   |
| 예테보리          | 1921-22   |                 | 0    | 0    | 1    | 0  | 1    | 0    |
| 예테보리          | 1922-23   | 스벤스카 세리엔 | 6    | 2    | 2    | 1  | 8    | 3    |
| 예테보리          | 합계      | 합계            | 28   | 29   | 19   | 13 | 47   | 46   |
| 인디애나 플루어링 | 1924-25   | ASL             | 40   | 24   | 0    | 0  | 40   | 24   |
| 인디애나 플루어링 | 1925-26   | ASL             | 36   | 19   | 0    | 0  | 36   | 19   |
| 인디애나 플루어링 | 1926-27   | ASL             | 34   | 13   | 0    | 0  | 34   | 13   |
| 인디애나 플루어링 | 합계      | 합계            | 110  | 56   | 0    | 0  | 110  | 56   |
| 뉴욕 내셔널스     | 1927-28   | ASL             | 13   | 2    | 0    | 0  | 13   | 2    |
| 뉴욕 내셔널스     | 1928-29   | ASL             | 45   | 18   | 0    | 0  | 45   | 18   |
| 뉴욕 내셔널스     | 1929      | ASL             | 20   | 4    | 0    | 0  | 20   | 4    |
| 뉴욕 내셔널스     | 1930      | ACSL            | 31   | 7    | 0    | 0  | 31   | 7    |
| 뉴욕 내셔널스     | 합계      | 합계            | 109  | 31   | 0    | 0  | 109  | 31   |
| 뉴욕 자이언츠     | 1930      | ASL             | 15   | 10   | 0    | 0  | 15   | 10   |
| 뉴욕 자이언츠     | 1931      | ASL             | 34   | 10   | 0    | 0  | 34   | 10   |
| 뉴욕 자이언츠     | 합계      | 합계            | 49   | 20   | 0    | 0  | 49   | 25   |
| 경력 합계         | 경력 합계 | 경력 합계       | 296  | 136  | 19   | 13 | 315  | 151  |